# Ágasegyháza
Ágasegyháza es un pueblo ubicado en el distrito de Kecskemét, en el condado de Bács-Kiskun, Hungría.

## Superficie
Posee una superficie de 55,87 kilómetros cuadrados.

## Demografía
Hasta 2019 la población era de 1889 habitantes, con una densidad de población de 33,81 habitantes por kilómetro cuadrado.